# Cachoeira dos Índios
Cachoeira dos Índios är en kommun i Brasilien.   Den ligger i delstaten Paraíba, i den östra delen av landet, 1 400 km nordost om huvudstaden Brasília. Antalet invånare är 9 546. Arean är 173 kvadratkilometer.
Terrängen i Cachoeira dos Índios är varierad.
Omgivningarna runt Cachoeira dos Índios är huvudsakligen savann. Runt Cachoeira dos Índios är det ganska tätbefolkat, med 96 invånare per kvadratkilometer.